# Елліністична філософія
Елліністи́чна філосо́фія — останній період розвитку філософії Стародавньої Греції, після Аристотеля, в період еллінізму — поширення грецької культури за межі старогрецьких колоній після завоювань Александра Македонського. Часові рамки елліністичної філософії обмежують виникненням неоплатонізму. До основних рис елліністичної філософії відносять етичну спрямованість і адаптацію східних релігійних моментів.

## Кініки
Найвідомішими представниками кініків були учень Сократа Антисфен (бл. 450 — бл. 360 до н. Е..) І його учень Діоген (бл. 400 — бл. 325 до н. е..). Антисфен виступав за спрощення життя, вважав, що філософія повинна бути ближче до природи. «Тонке» мудрування він вважав нікчемним. За його словами, не повинно існувати ні уряду, ні держави. Антисфен зневажав багатство і розкіш.
Прославив Антисфена його учень Діоген. Збереглося безліч переказів, легенд і забавних випадків, пов'язаних з цим філософом. Вважається, що жив Діоген у діжці. Він, як і його вчитель, ненавидів багатство, вважаючи його явищем випадковим. Розум для кініків був єдиною цінністю. Діогена вважають першим прихильником космополітизму, він не визнавав жодних кордонів і держав, вважаючи людину — вищим благом. Світ, за Діогеном, дуже поганий, тому необхідно навчитися жити окремо від нього, позбувшись усього наживна.

## Скептицизм
Скептицизм — напрям у філософії, що виник під впливом античної філософії на основі ідеї про плинність всього сущого («все тече, все змінюється»). Зокрема Демокріт стверджував, що мед нітрохи не солодший, ніж гіркий, крім того він постійно змінюється. Будь-яка річ, з точки зору скептиків, «Тобто це не більшою мірою, ніж те». Скептики також відзначали різницю між чуттєвим сприйняттям та мисленням. Тому стверджувати нічого в точності не має сенсу. Краще висловлюватися, наприклад, так: «Мені здається, що їжа солодка». Утримання від категоричних суджень призводить до незворушності — ідеалу для мудреця.
Засновником скептицизму є Піррон (360—270 до н. е.). На його переконання сильний вплив справив Демокріт, а також аскети і сектанти, з якими Піррон мав справу в азійському поході Олександра Македонського. Однією з центральних ідей філософії Піррона є прагнення до безтурботності (атараксії). Піррон не писав творів, а викладав свої ідеї усно.

## Епікуреїзм
Найяскравішими представниками епікуреїзму були Епікур (341—270 до н. е.) та Лукрецій Кар (бл. 55 — 90). Епікур розвинув ідеї атомізму. Він не міг прийняти причинність, що панувала у світі атомів Демокріта, за яким усе створено в результаті «зіткнень» атомів. Епікур приписує атомам здатність «відхилятися» в своєму русі від строго визначених законів. Він фактично приписує атомам певну волю, через яку світ не є хаотичним. Факт прояву волі і «відхилення атомів» Плутарх називає випадком. Таким чином виходить, що «в необхідності немає жодної необхідності». Епікур вважає, що життя і смерть однаково не страшні для мудреця: «Поки ми існуємо, немає смерті; коли смерть є, нас більше немає». Знання Епікур розглядає як результат осмислення чуттєвого досвіду. Центральною ідеєю етичного вчення Епікура є прагнення до насолоди (принцип гедонізму), часто споглядальної. Вищим благом для філософа за Епікуром є постійне відчуття насолоди, тобто звільнення від страждань. Для цього він закликає жити розумно і морально, проявляти повагу до богів.
Лукрецій — філософ, політик і поет, автор поеми «Про природу речей», в якій витончено описує невловиму дію випромінюваних атомами «ейдолів» на органи чуття, які викликають у людей почуття і емоції. Атоми за Лукрецієм не є мінімальними дробовими частками речовини, але свого роду творчі образи, матеріал для природи. Також як і Епікур визнає існування богів і душі, розглядаючи її як сукупність з найгладкіших частинок.

## Стоїцизм
Засновником стоїцизму є Зенон з Кітію.
Стоїцизм як підхід в філософії проіснував з III ст. до н. е.. до III ст. н. е.. Праці ранніх стоїків (Зенона Кітійского, Ксенофана, Хрісіппа) дійшли до нас неповними, пізніх (I, II ст. Плутарх, Цицерон, Сенека, Марк Аврелій) — у вигляді окремих збережених творів.
Ідеал стоїка — незворушний, навіть «бездушний» мудрець, вільний від пристрастей. Стоїки у своїх навчаннях приділяли багато уваги феномену волі. На вчення стоїків тому сильний вплив справив Сократ, який мужньо виніс суд над собою і страту. На думку Хрісіппа весь всесвіт складається з єдиної душевної жіночно-ніжної матерії — ефіру. Марк Аврелій, римський імператор, вважав, що все у світі взаємопов'язане, розвивається за якимось законом, під керівництвом божественного провидіння. Існує єдина світова душа, що управляє всім сущим. Особливо виразно ця думка звучить у працях Сенеки, для якого свобода — вищий ідеал.
Філософія ранніх стоїків будується на тому, що світ складається з чотирьох стихій: землі, води, вогню і повітря. Треба сказати, що стоїки вірили прогнозам і астрології. Основою світобудови вважалися вогонь і повітря. Закон, за яким вогонь переходить в інші стихії, слідом за Гераклітом назвали логосом. Доля для стоїків є логос космосу: він упорядковує все у світі. Марк Аврелій також вважав, що всі люди рівні від народження і поважав форми правління, при яких в управлінні країною задіяно все населення країни. Під час його царювання було покращено становище жінок і рабів. Крім того, стоїки приділяли велику увагу граматиці.